# Ksiądz Juliusz

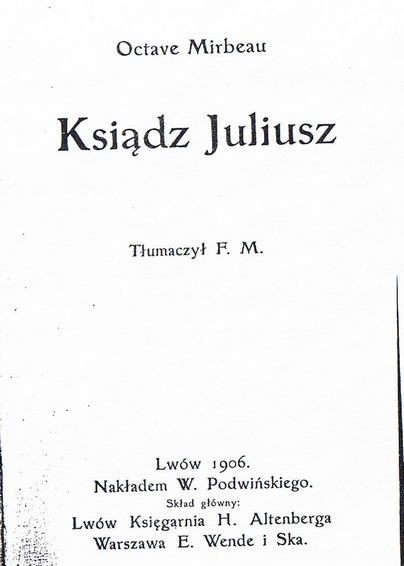
Ksiądz Juliusz, 1906

Ksiądz Juliusz – powieść Octave’a Mirbeau, wydana przez wydawnictwo Charpentier 13 marca 1888, po wcześniejszej publikacji, w formie felietonu, w dzienniku Gil Blas.

## Streszczenie
Tematem powieści jest powołanie księdza histeryka, stale buntującego się przeciw Kościołowi i przeciw nieprzyjaznemu i uciskającemu człowieka społeczeństwu. Ksiądz Juliusz jest nieustannie rozdarty między potrzebami cielesnymi a zobowiązaniami jakie powziął powierzając swoje życie sutannie. Na miejsce akcji powieści Mirbeau wybrał małe miasteczko w Normandii, w regionie Le Perche, miasteczko zainspirowane Rémalard, gdzie pisarz spędził dzieciństwo. Każdy żyje tu pod bacznym okiem sąsiadów, a pragnienia ciała i ducha są boleśnie i nieudolnie tłumione. Fabuła powieści charakteryzuje się nieciągłością czasową: urwana jest w dwóch miejscach przez długie powroty do przeszłości i pomija okres sześciu lat „wycięty” z historii, co stanowi swoistą zagadkę i nasuwa wiele pytań mieszkańcom miasteczka, jak i czytelnikowi, który, nawet po przeczytaniu powieści, nie znajduje na nie odpowiedzi. Jego ciekawość pozostaje niezaspokojona.
Zakończenie powieści, w formie pośmiertnej farsy księdza Juliusza, stanowi odczytanie jego testamentu, w którym wszystkie swoje dobra zapisuje temu księdzu parafii, który jako pierwszy porzuci stan duchowny! Po nim następuje spalenie jego tajemniczej walizki wypchanej książkami i zdjęciami pornograficznymi, które świadczą o frustracjach seksualnych księdza, i które symbolizują pragnienia nieświadomie i nieudolnie tłumione przez człowieka.

## Krytyka

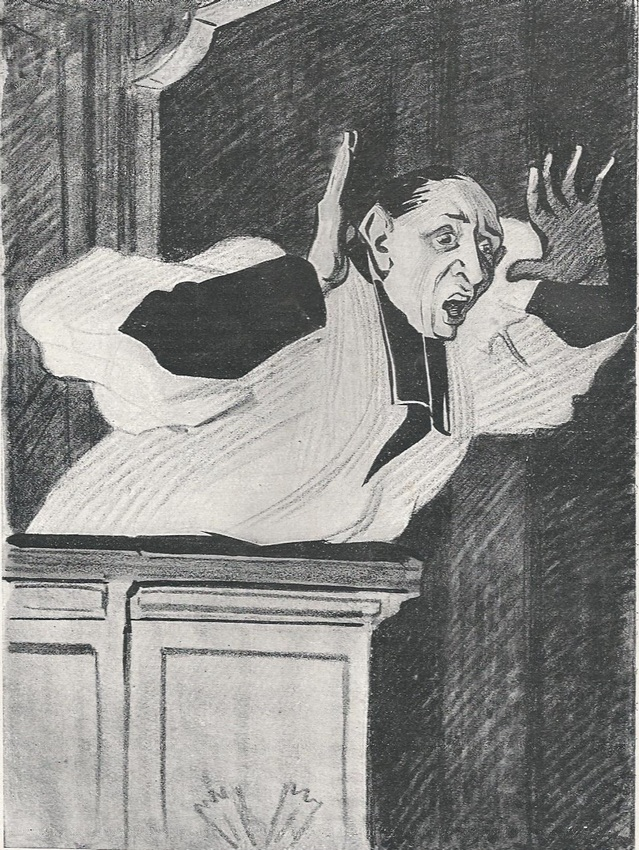
Hermann-Paul, Ksiądz Juliusz

Nawet jeśli, przy tworzeniu postaci księdza Juliusza, Mirbeau pamiętał o swoim wuju Louis-Amable Mirbeau, księdzu wyzwolonym, który umarł w ramionach pisarza w 1867 roku, to jednak obdarzył ją, przede wszystkim, wieloma swoimi własnymi cechami: swoimi smutkami i radościami, pasją czytania książek, miłością do przyrody, swoimi nakładającymi się na przemian napadami euforii i depresji, przemocą werbalna, zainteresowaniem mistyfikacją. Dał jej również pewne swoje poglądy: swoją tragiczną koncepcję losu człowieka i swój bunt metafizyczny; swoje zasady moralne inspirowane nauką Rousseau, odwołującą się do natury, swój bunt przeciwko wszystkim strukturom społeczeństwa, jakimi są rodzina, szkoła, Kościół, a które uciskają i okaleczają człowieka i rodzą w nim uczucie wyobcowania. Postać księdza nie jest jednak tylko zwykłym rzecznikiem pisarza. Kładzie on również nacisk na sprzeczności i niedociągnięcia księdza Juliusza, przypisuje mu czyny moralnie naganne, jak kradzież, despotyzm, próba gwałtu.
Nacisk na zagadnienia dotyczące materialnej strony życia i na frustracje seksualne bohatera mogłyby pozostawić nas w przekonaniu, że Mirbeau zapisuje swoją powieść w kadrze powieści obyczajowej inspirowanej naturalizmem, mającej za temat postać złego księdza. W rzeczywistości jednak duży wpływ na pisarza miała psychologiczna głębia powieści Dostojewskiego. To właśnie czytając jego powieść Idiota, Mirbeau odkrył rolę nieświadomości, co spowodowało, że w swojej powieści zastosował psychologię dotykającą najgłębszych zakamarków ludzkiej duszy, uczuć i pragnień tłumionych przez człowieka, czego wcześniej nie zaobserwowano w literaturze francuskiej.